# Molophilus kirra
Molophilus kirra är en tvåvingeart som beskrevs av Günther Theischinger 1992. Molophilus kirra ingår i släktet Molophilus och familjen småharkrankar. Inga underarter finns listade i Catalogue of Life.